# Saint-Julien-des-Points
Saint-Julien-des-Points este o comună în departamentul Lozère din sudul Franței. În 2009 avea o populație de 108 de locuitori.

## Evoluția populației
| An        | 1975 | 1982 | 1990 | 1999 | 2006 | 2009 |
| --------- | ---- | ---- | ---- | ---- | ---- | ---- |
| Populație | 70   | 84   | 76   | 91   | 97   | 108  |